# ميا مارتيني
ميا مارتيني (بالإيطالية: Mia Martini)‏ (و. 1947 – 1995 م) هي مغنية، وملحنة، من إيطاليا، ولدت في بانيارا كالابرا، شاركت في مسابقة الأغنية الأوروبية 1992، ومسابقة الأغنية الأوروبية 1977، توفيت في ميلانو، عن عمر يناهز 48 عاماً، بسبب قصور القلب.

## وصلات خارجية
- ميا مارتيني على موقع IMDb (الإنجليزية)
- ميا مارتيني على موقع ميوزك برينز (الإنجليزية)
- ميا مارتيني على موقع أول ميوزيك (الإنجليزية)
- ميا مارتيني على موقع ديسكوغز (الإنجليزية)
- ميا مارتيني على موقع ديسكوغز (الإنجليزية)
- ميا مارتيني على موقع قاعدة بيانات الفيلم (الإنجليزية)